# Folktronika
Folktronika je glazbeni žanr koji se sastoji od različitih elemenata narodne glazbe i elektronike, u kojem se često sviraju akustična glazbala – pogotovo žičana – i koji sadržava ritmove hip hopa, elektroničke glazbe ili dancea, premda to ovisi o utjecajima i odabiru zvukova. The Ashgate Research Companion to Popular Musicology folktroniku je opisao kao "izraz koji pokriva sve vrste glazbenika koji spajaju strojne plesne ritmove s elementima akustičnog rocka odnosno narodne glazbe."

## Povijest
Prema The Sunday Times Culture's Encyclopedia of Modern Musicu najvažniji albumi žanra su Pause Four Teta (iz 2001.), Mother's Daughter and Other Songs Tunnga (iz 2005.) i Caribouov The Milk of Human Kindness (iz 2005.).
Među popularnim modernim izvođačima nalaze se i alt-j i Bon Iver.

## Popis izvođača
- alt-j[5]
- Aurora Aksnes
- Avicii[6]
- Ásgeir[7]
- The Beta Band
- Beth Orton[8]
- Bat for Lashes[9]
- Bibio
- Björk[3]
- Bon Iver
- The Books[3]
- The Blue Nile[3]
- Caribou[10]
- Félix Lajkó[11]
- Goldfrapp[12][13]
- Ellie Goulding[14][15]
- David Gray[3]
- Detektivbyrån
- Go_A
- Jakokoyak[16]
- Four Tet[2][17][18]
- Juana Molina[19]
- KT Tunstall[20]
- Mavka
- Mid-Air Thief
- Milky Chance[21]
- Minute Taker[22][23]
- Múm[3]
- Patrick Wolf[24]
- Tunng[3]
- James Yuill[25]
- Wintergatan[26]